# Šišatovac
Šišatovac (ćir.: Шишатовац) je naselje u općini Srijemska Mitrovica u Srijemskom okrugu u Vojvodini.

## Stanovništvo
U naselju Šišatovac živi 218 stanovnika, od čega 173 punoljetna stanovnika s prosječnom starosti od 40,7 godina (40,4 kod muškaraca i 41,1 kod žena). U naselju ima 84 domaćinstva, a prosječan broj članova po domaćinstvu je 2,57.
Prema popisu iz 1991. godine u naselju je živjelo 217 stanovnika.
| Etnički sastav 2002. |            |        |
| Narod                | Stanovnika |        |
| Srbi                 | 909        | 95,87% |
| Hrvati               | 4          | 1,83%  |
| Mađari               | 2          | 0,91%  |
| Makedonci            | 1          | 0,45%  |
| Slovaci              | 1          | 0,45%  |
| nepoznato            | 0          | 0,0%   |

| broj stanovnika | 233   | 233   | 281   | 239   | 237   | 217   | 218   |
|                 | 1948. | 1953. | 1961. | 1971. | 1981. | 1991. | 2001. |

## Vanjske poveznice
- Karte, položaj vremenska prognoza
- Satelitska snimka naselja